# High Peak
High Peak ist ein Verwaltungsbezirk mit dem Status eines Borough in der Grafschaft Derbyshire in England. Verwaltungssitz ist die Stadt Chapel-en-le-Frith; weitere bedeutende Orte sind Buxton, Furness Vale, Glossop, Horwich, New Mills, Tintwistle, Brough and Shatton und Whaley Bridge.
Der Bezirk wurde am 1. April 1974 gebildet und entstand aus der Fusion des Municipal Borough Buxton sowie der Urban Districts New Mills und Whaley Bridge. Von der Grafschaft Cheshire wurde der Rural District Tintwistle hinzugefügt.
Koordinaten: 53° 21′ N, 1° 51′ W